# Irving Price Wanger

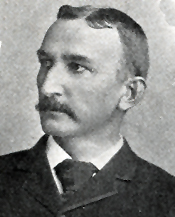
Irving Price Wanger (1896)

Irving Price Wanger (* 5. März 1852 in North Coventry, Chester County, Pennsylvania; † 14. Januar 1940 in Norristown, Pennsylvania) war ein US-amerikanischer Politiker. Zwischen 1893 und 1911 vertrat er den Bundesstaat Pennsylvania im US-Repräsentantenhaus.

## Werdegang
Irving Wanger besuchte die öffentlichen Schulen seiner Heimat und die Hill School in Pottstown. Danach arbeitete er als Prothonotary für die Bezirksverwaltungen im Chester und im Montgomery County. Nach einem anschließenden Jurastudium und seiner 1875 erfolgten Zulassung als Rechtsanwalt begann er in Norristown in diesem Beruf zu arbeiten. Gleichzeitig schlug er als Mitglied der Republikanischen Partei eine politische Laufbahn ein. 1878 wurde er Bürgermeister von Norristown; im Juni 1880 war er Delegierter zur Republican National Convention in Chicago, auf der James A. Garfield als Präsidentschaftskandidat nominiert wurde. 1880 und 1886 wurde Wanger zum Bezirksstaatsanwalt im Montgomery County gewählt und im Jahr 1889 war er dort Parteivorsitzender der Republikaner. Ein Jahr später kandidierte er noch erfolglos für das US-Repräsentantenhaus.
Bei den Kongresswahlen des Jahres 1892 wurde Wanger dann im achten Wahlbezirk von Pennsylvania in das US-Repräsentantenhaus in Washington, D.C. gewählt, wo er am 4. März 1893 die Nachfolge des Demokraten William Mutchler antrat. Nach acht Wiederwahlen konnte er bis zum 3. März 1911 neun Legislaturperioden im Kongress absolvieren. In diese Zeit fiel unter anderem der Spanisch-Amerikanische Krieg von 1898. Ab 1897 war Wanger Vorsitzender des Ausschusses zur Kontrolle der Ausgaben des Postministeriums. Im Jahr 1910 wurde er nicht wiedergewählt.
Nach dem Ende seiner Zeit im US-Repräsentantenhaus lebte Irving Wanger in Wilmington (Delaware). Ab 1920 setzte er seine Anwaltstätigkeit in Pennsylvania in den Städten Norristown und Media fort. Er starb am 14. Januar 1940 in Norristown.